# Погибляцька сільська рада
Погибляцька сільська́ ра́да — адміністративно-територіальна одиниця та орган місцевого самоврядування в Лисянському районі Черкаської області. Адміністративний центр — село Погибляк.

## Загальні відомості
- Населення ради: 490 осіб (станом на 2001 рік)

## Населені пункти
Сільській раді підпорядковані населені пункти:
- с. Погибляк
- с-ще Дубина

## Склад ради
Рада складається з 14 депутатів та голови.
- Голова ради: Ілюк Петро Васильович
- Секретар ради: Капустинська Галина Миколаївна

### Керівний склад попередніх скликань
| Прізвище, ім'я, по батькові | Основні відомості                                                         | Дата обрання | Дата звільнення |
| --------------------------- | ------------------------------------------------------------------------- | ------------ | --------------- |
| Ілюк Петро Васильович       | Сільський голова, 1959 року народження, освіта вища, безпартійний         | 26.03.2006   | 31.10.2010      |
| Ілюк Петро Васильович       | Сільський голова, 1959 року народження, освіта вища, член Партії регіонів | 31.10.2010   |                 |

Примітка: таблиця складена за даними сайту Верховної Ради України

### Депутати
За результатами місцевих виборів 2010 року депутатами ради стали:

#### За суб'єктами висування
| Суб'єкт висування           | Кількість обраних депутатів | %    |
| --------------------------- | --------------------------- | ---- |
| Партія регіонів             | 11                          | 78,6 |
| Комуністична партія України | 2                           | 14,3 |
| Народна партія              | 1                           | 7,1  |

#### За округами
| № округу                    | Прізвище, ім'я, по батькові     | Дата визнання обраним | Освіта             | Партійна приналежність            | Відомості про обраного депутата      |
| --------------------------- | ------------------------------- | --------------------- | ------------------ | --------------------------------- | ------------------------------------ |
| Комуністична партія України |                                 |                       |                    |                                   |                                      |
| 5                           | Коваль Петро Володимирович      | 01.11.2010            | середня спеціальна | член Комуністичної партії України | Погибляцький НВК, завгосп            |
| 8                           | Дубовий Павло Петрович          | 01.11.2010            | середня спеціальна | член Комуністичної партії України | Погибляцький НВК, кочегар            |
| Народна Партія              |                                 |                       |                    |                                   |                                      |
| 12                          | Волошин Раїса Олександрівна     | 01.11.2010            | середня            | член Народної партії              | Соцпрацівник, продавець              |
| Партія регіонів             |                                 |                       |                    |                                   |                                      |
| 1                           | Клочко Юлія Миколаївна          | 01.11.2010            | середня спеціальна | член Партії регіонів              | медпрацівник, санітарка              |
| 2                           | Гуля Марія Іванівна             | 01.11.2010            | вища               | член Партії регіонів              | Погибляцький НВК, вчитель            |
| 3                           | Репін Тетяна Олександрівна      | 01.11.2010            | вища               | член Партії регіонів              | соціальний працівник, продавець      |
| 4                           | Дубова Лариса Вікторівна        | 01.11.2010            | вища               | член Партії регіонів              | Погибляцький НВК, директор           |
| 6                           | Журавель Анатолій Андрійович    | 01.11.2010            | вища               | член Партії регіонів              | пенсіонер                            |
| 7                           | Дубова Ніна Анатоліївна         | 01.11.2010            | середня спеціальна | член Партії регіонів              | підприємець                          |
| 9                           | Цимбал Олександр Володимирович  | 01.11.2010            | вища               | член Партії регіонів              | пенсіонер                            |
| 10                          | Гаспарович Тетяна Володимирівна | 01.11.2010            | середня спеціальна | член Партії регіонів              | Відділення зв'язку, завідувачка      |
| 11                          | Дубова Валентина Іванівна       | 01.11.2010            | середня спеціальна | член Партії регіонів              | тимчасово не працює                  |
| 13                          | Капустинська Галина Миколаївна  | 01.11.2010            | середня спеціальна | член Партії регіонів              | Погибляцька сільська рада, бухгалтер |
| 14                          | Жабянський Леонід Васильович    | 01.11.2010            | середня            | член Партії регіонів              | пенсіонер                            |

## Населення
За переписом населення України 2001 року в сільській раді мешкало 490 осіб.

### Мова
Розподіл населення за рідною мовою за даними перепису 2001 року:
| Мова       | Відсоток |
| ---------- | -------- |
| українська | 99,59 %  |
| російська  | 0,41 %   |